# Július Šofranko
Július Šofranko (12. srpna 1919 Spišský Štiavnik – 30. listopadu 1944 Rainbow) byl slovenský pilot Royal Air Force v období druhé světové války.

## Život

### Před druhou světovou válkou
Július Šofranko se narodil 12. srpna 1919 ve Spišském Štiavniku v rodině Jana Šofranka a Marie, rozené Pastorové. Vychodil obecnou školu, v roce 1931 odjel do Francie, kde začal studovat na učitelském ústavu. Během té doby vstoupil do Kongregace školských bratří a po dokončení studií působil jako církevní pedagog v Alexandrii.

### Druhá světová válka
Na začátku roku 1940 se Július Šofranko přihlásil do Československé armády v zahraničí, do které byl 4. února 1940 na československém konzulátu v Káhiře. Povolán do služby byl 7. listopadu téhož roku, nastoupil výcvikové rotě Československého výcvikového střediska - Východního v Palestině. V polovině ledna 1941 byl po ukončení výcviku zařazen k Československému pěšímu praporu 11 – Východnímu. V květnu a červnu téhož roku se léčil z Malárie. Po vyléčení se zúčastnil bojů proti vojskům Vichistické Francie v Sýrii, na podzim 1941 pak obrany Tobruku. Od 24. dubna 1942 sloužil u velitelské roty 200. československého lehkého protiletadlového pluku - Východního, od května do října pak absolvoval školu pro důstojníky pěchoty v záloze. Během této doby se přihlásil k letectvu a tak byl 21. října 1942 odeslán do Spojeného království, kde byl 2. ledna 1943 přijat do Royal Air Force. Nastoupil k pilotnímu výcviku, který prodělával mj. v Kanadě. Dne 30. listopadu 1944 odpoledne odstartoval se strojem Harvard Mk.IIB FT442 DF z letiště Ternhill k dalšímu cvičnému letu, jehož účelem měl být výcvik navigace. Pravděpodobně se dostal do nepříznivého počasí a narazil do kopce Shining Tor západně od Buxtonu. Dne 5. prosince 1944 byl pohřben na hřbitově Botley v Oxfordu. Dosáhl hodnosti četaře.

## Ocenění

### Vyznamenání
- Pamětní medaile československé armády v zahraničí

### Posmrtná ocenění
- Július Šofranko byl v roce 1947 in memoriam povýšen do hodnosti poručíka, následně nadporučíka a v roce 1991 do hodnosti podplukovníka